# 忽然遇見你
《忽然遇見你》（英語：Jab We Met）是2007年的印度電影，是一部愛情喜劇。此片在印度市場及海外獲得成功，亦是首部使用了「療癒系女友」（Manic Pixie Dream Girl）概念的現代印度電影。
斜線部份敘述與該標註來源文章內容不甚一致。「療癒系女友」與「Manic Pixie Dream Girl」概念也不一致。不知前人為何寫出此句，謹祈修改為佳。

## 故事梗概
故事講述一名活潑的旁遮普女孩（卡琳娜·卡浦爾 饰）在到德里的火車上意外認識了一名失落的孟買商人（沙希德·卡普爾 飾）。他們最終因下了火車而未能回到車上，而是他們在不知名地方待在一起。商人剛和女友分手，人生失去目標，直至旁遮普女孩強迫他送她回家並幫助她和男友私奔。

## 外部連結
- 互联网电影数据库（IMDb）上《Jab We Met》的资料（英文）